# Jarchiw
Jarchiw (hebr. ירחיב; oficjalna pisownia w ang. Yarhiv; pol. On rozszerzy) – moszaw położony w Samorządzie Regionu Derom ha-Szaron, w Dystrykcie Centralnym, w Izraelu.

## Położenie
Leży w Szefeli, w otoczeniu miasteczka Dżaldżulja, kibucu Choreszim, oraz wiosek Mattan i Nirit. Na północy i wschodzie przebiega granica terytoriów Autonomii Palestyńskiej, która jest strzeżona przez mur bezpieczeństwa. Po stronie palestyńskiej znajduje się miasto Kalkilja.

## Historia
Pierwotnie znajdowała się tutaj arabska wioska Khirbat Khuraisz, która została wyludniona i zburzona podczas wojny o niepodległość w 1948.
Współczesny moszaw został założony w 1949 przez zdemobilizowanych żołnierzy Sił Obronnych Izraela. Nazwę zaczerpnięto z Księgi Powtórzonego Prawa 12:20

Gdy Bóg Twój, Pan, rozszerzy twe granice, jak ci przyrzekł, a ty powiesz sobie: „Chcę jeść mięso”, gdy dusza twoja zapragnie jeść mięso, możesz jeść mięso do woli.

## Kultura i sport
W moszawie jest ośrodek kultury oraz boisko do piłki nożnej.

## Gospodarka
Gospodarka moszawu opiera się na intensywnym rolnictwie, sadownictwie i hodowli bydła.

## Komunikacja
Na zachód od moszawu przebiega autostrada nr 6, brak jednak możliwości bezpośredniego wjazdu na nią. Z moszawu wyjeżdża się na południe na drogę nr 5233, którą jadąc na południe dojeżdża się do kibucu Choreszim i miejscowości Kafr Bara, lub na północ do wioski Mattan. Lokalna droga prowadzi na wschód do wioski Nirit.